# Realtidssystem
Ett realtidssystem är ett system som inom ett visst tidsintervall måste reagera efter det att en viss händelse inträffat. Inom datavetenskapen beskriver realtidsprogrammering (eng. real-time computing, RTC) hårdvara och mjukvara som är underkastade en tidsbegränsning från det att en händelse detekterats till det att datorsystemet reagerar med en viss utsignal. Realtidsprogram måste garantera att denna specificerade tidsbegränsning hålls.
Tiden delas upp i tidsluckor inom vilka en viss funktion skall uppfyllas. Konsekvenserna varierar i det fall då kraven inte uppfylls för en eller eventuellt flera tidsluckor.

## Hård realtid
I ett realtidssystem som kör med hård realtid får ingen tidslucka missas. Om så sker kan konsekvenserna bli förödande för det system där datorsystemet ingår.

## Mjuk realtid
I ett realtidssystem som kör med mjuk realtid kan enstaka tidsluckor missas utan att konsekvenserna blir förödande, eftersom en senare uppdatering ändå ersätter den tidigare.

## Operativsystem
Många realtidssystem där dessutom prestandakraven är hårda använder särskilda realtidsoperativsystem som är anpassade för att kunna lämna vissa tidsmässiga garantier i olika situationer, i den mån de över huvud taget är implementerade ovanpå operativsystem. Man bör dock inte förledas att tro att det krävs ett realtidsoperativsystem för att göra ett realtidssystem, utan detta är mest praktiskt i de fall när ett operativsystem tillför funktioner som systemet kräver och där det skulle vara opraktiskt att implementera dessa direkt i systemet.

## Exempel
- Programvaran i en pacemaker
- Programvaran i en digital-tv box.
- De trafikstyrande delarna i ett telekommunikationsystem, se till exempel AXE